# Gettin' Around
Gettin' Around är ett musikalbum från 1965 av den amerikanska jazzsaxofonisten Dexter Gordon. På återutgivningen på cd är två bonusspår tillagda (7 och 8).

## Låtlista
1. Manha de Carnaval (Luiz Bonfá/Antonio Maria) – 8'26
2. Who Can I Turn To (Leslie Bricusse/Anthony Newley) – 5'16
3. Heartaches (Al Hoffman/John Klenner) – 7'47
4. Shiny Stockings (Frank Foster) – 6'19
5. Everybody's Somebody's Fool (Howard Greenfield/Jack Keller) – 6'45
6. Le coiffeur (Dexter Gordon) – 7'01
7. Very Saxily Yours (Dexter Gordon) – 6'54
8. Flick of a Trick (Dexter Gordon) – 10'37

## Medverkande
- Dexter Gordon – tenorsaxofon
- Bobby Hutcherson – vibrafon
- Barry Harris – piano
- Bob Cranshaw – bas
- Billy Higgins – trummor